# Aleksander z Łabiszyna
Aleksander z Łabiszyna – kasztelan bydgoski w latach 1447–1448.
Był synem Macieja z Łabiszyna wojewody brzeskokujawskiego, starosty bydgoskiego z lat 1409–1410 oraz starszym bratem Mikołaja - kasztelana bydgoskiego i inowrocławskiego.
Przed objęciem urzędu kasztelana bydgoskiego nie pełnił żadnej funkcji. Pozostał na urzędzie dość krótko – rok, a najwyżej trzy lata.